# 패밀리가 간다
패밀리가 간다(The Elder Son)는 미국에서 제작된 마리우스 발커나스 감독의 2006년 코미디, 드라마 영화이다. 쉐인 웨스트 등이 주연으로 출연하였고 스콧 스터전 등이 제작에 참여하였다. 알렉산더 밤필로프의 동명의 희곡에 기반을 둔다.

## 출연

### 주연
- 쉐인 웨스트
- 릴리 소비에스키
- 라드 세르베드지야
- 에릭 벌포

### 조연
- 레지나 홀
- 레일리 맥클렌던
- 브라이언 게라그티
- 에드 비글리 주니어
- 조엘 무어
- 이바나 밀리세빅
- 앨런 브러멘펠드
- 스베트라나 에프레모바
- 엘리아 바스킨
- 수잔 레이
- 캐슬린 가티
- 마이클 로즈
- 인나 스완

## 제작진
- 공동제작: 리처드 미들턴
- 미술: 카티아 브러멘버그
- 의상: 에미 테일러
- 홍보: 펜타클
- 배역: 샤논 맥하니언